# Ignace Bessi Dogbo
Ignace Bessi Dogbo (Treichville, 17 de agosto de 1961) es un eclesiástico, exégeta y profesor católico marfileño, arzobispo de Abiyán desde 2024. Fue arzobispo de Korhogo, desde 2021 a 2024.

## Biografía

### Familia
Nació el 17 de agosto de 1961 en Treichville, en el distrito marfileño de Abiyán, en el seno de una familia profundamente católica. Fue el segundo de nueve hijos de Célestin Bessi Dogbo, originario de Niangon Adjamé y cajero en una empresa francesa de electrodomésticos, y de Augustine Djéké Koutouan, ama de casa. El padre fue director de coro y organista.
Fue bautizado el 17 de octubre de 1961, día de San Ignacio de Antioquía, de quien recibió su primer nombre en honor al santo.

### Formación
En 1968, a los siete años, se incorporó a Niangon Adjamé, donde asistió a la escuela hasta CE2. Luego su padre fue enviado a Man in the West. La familia pasó dos años allí. Mientras asistía a la escuela católica en Man, estaba en la clase CM1, un sacerdote vino a su escuela y preguntó por aquellos que quisieran ser sacerdotes. Bessi se ofreció como voluntario para ir al seminario menor. Pero al año siguiente, su padre fue reasignado a Abiyán. De regreso a la capital, olvidó momentáneamente su deseo de ser sacerdote.

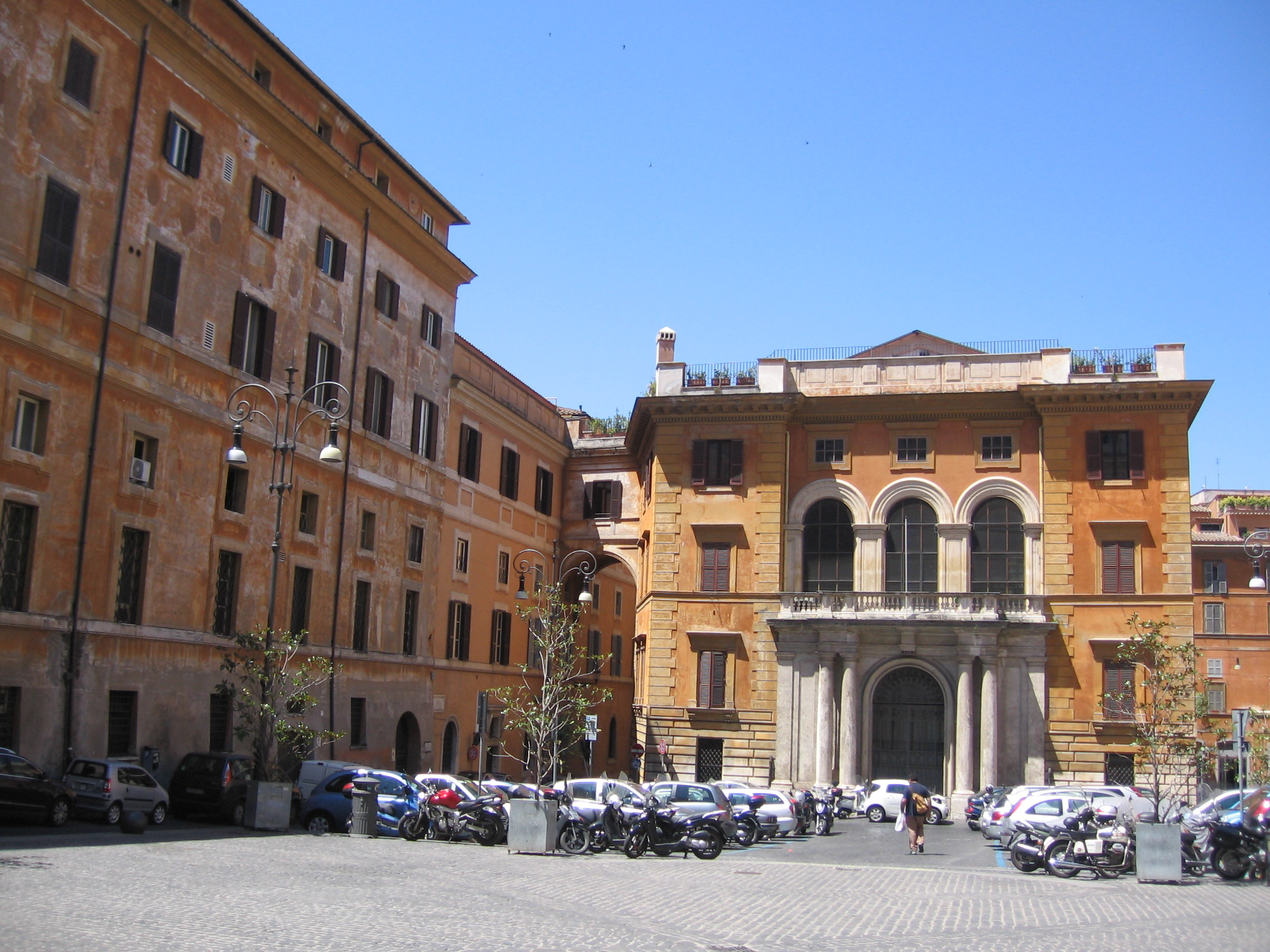
Pontificio Instituto Bíblico de Roma, donde Bessi cursó Sagradas Escrituras entre 1989 y 1993.

Cuando cursaba sexto grado, Bessi fue enviado al Collège d'Orientation du Plateau (COP). Durante la semana vivía en Treichville, pero los fines de semana regresaba a Niangon Adjamé, donde participaba en un coro dirigido por un misionero vasco laico. Cuando ingresó al tercer grado, quedó registrado como aspirante al seminario en los archivos de su parroquia. En 1978, tras obtener su certificado, el joven aspirante ingresó en el Seminario Menor de Yopougon. Luego, ingresó en el Seminario Mayor de Ányama. Cursó estudios de Sagradas Escrituras en el Pontificio Instituto Bíblico (1989-1993), donde obtuvo la licenciatura en Exégesis.

### Sacerdocio
Su ordenación sacerdotal fue el 2 de agosto de 1987, a manos del obispo Laurent Akran Mandjo; incardinándose en la diócesis de Yopougon.
Como sacerdote desempeñó los siguientes ministerios:
- Director diocesano de las Obras Misionales Pontificias (1993-1995).
- Vicario general diocesano (1995-2004).
- Párroco de la Catedral de Yopougon, profesor de Lenguas bíblicas en el Seminario Mayor de Abadjin Kouté, y asistente espiritual diocesano de "Jeunes Étudiants Chrétiens" (JEC; 1997-2004).

### Episcopado
Obispo de Katiola
El 19 de marzo de 2004, el papa Juan Pablo II lo nombró obispo de Katiola. Fue consagrado el 4 de julio del mismo año, en la catedral de Yopougon, a manos del obispo Laurent Akran Mandjo. Tomó posesión canónica el día 10 del mismo mes, durante una ceremonia en la Catedral de Katiola.
La situación financiera de la diócesis era complicada. Bessi recibió el apoyo solidario de los cristianos de Niangon Adjamé. Tras una misa de acción de gracias celebrada en honor a su nombramiento como obispo de Katiola, la comunidad reunió y le donó cerca de 5 millones de francos CFA como muestra de afecto y respaldo.
Participó en la XIV Asamblea General Ordinaria del sínodo de obispos en 2015.
Arzobispo de Korhogo
El 12 de octubre de 2017, fue nombrado administrador apostólico sede vacante de Korhogo, y el 3 de enero de 2021, nombrado arzobispo de la misma sede. Tomó posesión canónica el 14 de febrero del mismo año, durante una ceremonia en la Catedral de Korhogo.
El 29 de junio siguiente, en una ceremonia en la Basílica de San Pedro, recibió el palio arzobispal de manos del papa Francisco. El 24 de octubre del mismo año, en una ceremonia en la Catedral de Korhogo, recibió la imposición del palio arzobispal de manos del arzobispo Paolo Borgia.
- Presidente de la Conferencia Episcopal de Costa de Marfil (2017-2023).

Arzobispo de Abiyán

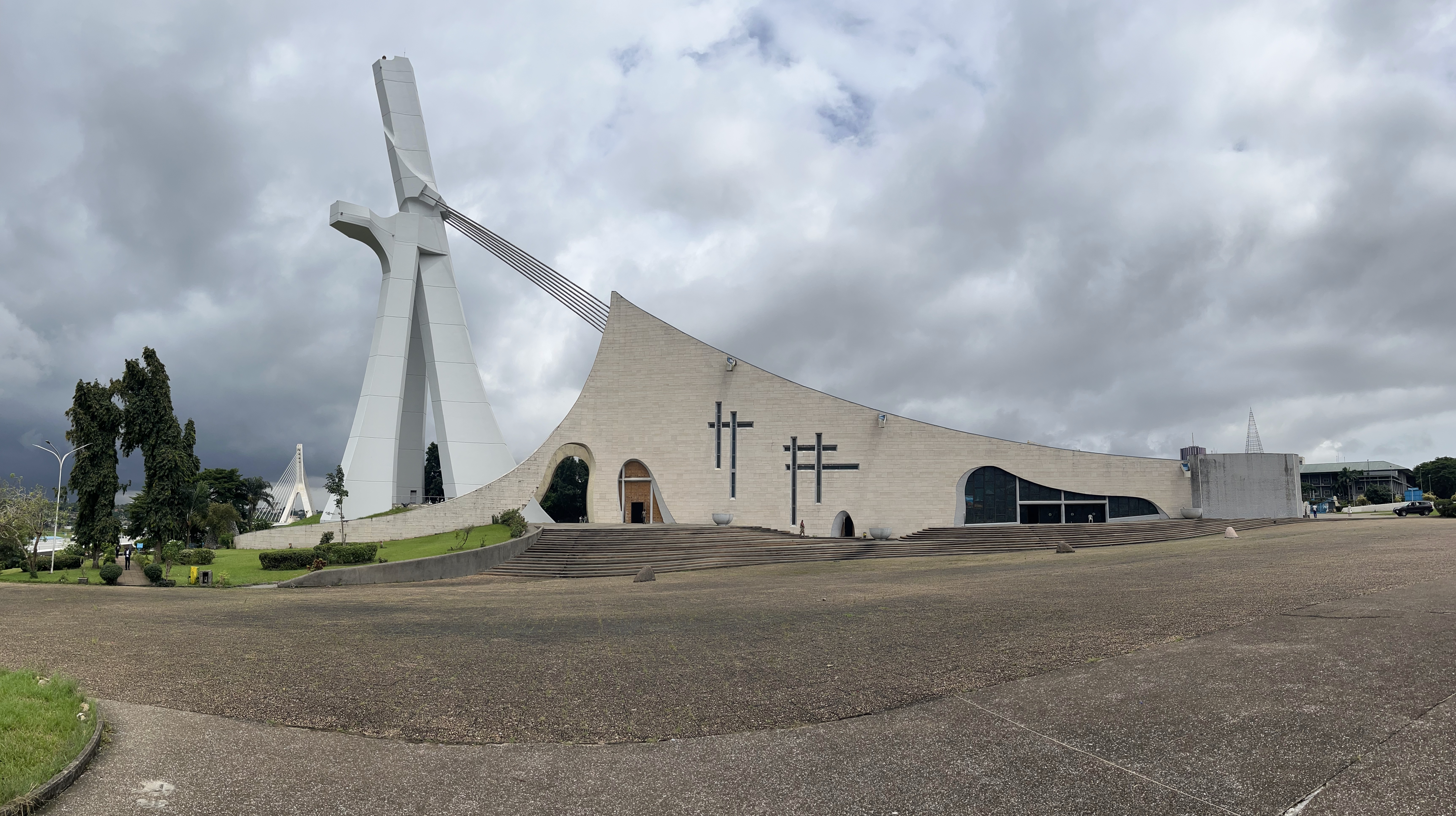
La Catedral de Abiyán, sede del cardenal Bessi Dogbo desde 2024.

El 20 de mayo de 2024, fue nombrado arzobispo de Abiyán.
El 29 de junio siguiente, en una ceremonia en la Basílica de San Pedro, recibió el palio arzobispal de manos del papa Francisco.
Tomó posesión canónica el 3 de agosto del mismo año, durante una ceremonia en la Catedral de Abiyán. El arzobispo Mauricio Rueda Beltz, le impuso el palio durante la posesión.

### Cardenalato
El 6 de octubre de 2024, durante el Ángelus del papa Francisco, se hizo público que sería creado cardenal. Fue creado cardenal por el papa Francisco durante el consistorio del 7 de diciembre del mismo año, con el titulus de cardenal presbítero de los Santos Mario y compañeros mártires.
El 11 de enero de 2025, fue nombrado miembro del Dicasterio para la Doctrina de la Fe.
El 21 de abril de 2025, tras la muerte del papa Francisco, pierde sus cargos en los dicasterios de los que es miembro, de acuerdo con la constitución apostólica Praedicate evangelium.En la primera decena de mayo participará como cardenal elector en el Cónclave que conducirá a la elección del nuevo Papa.

## Posiciones políticas e ideológicas

### MisionesFidei donum
Desde 2018, intervino para criticar a los sacerdotes que, enviados en misiones Fidei donum a Estados Unidos o Francia, se negaban a regresar a su diócesis de origen una vez finalizada su misión.